# Otholobium mexicanum
Otholobium mexicanum là một loài thực vật có hoa trong họ Đậu. Loài này được (L. f.) J.W. Grimes miêu tả khoa học đầu tiên năm 1990.